# Kateřina Skronská
Kateřina Skronská (née le 22 janvier 1958) est une joueuse de tennis tchécoslovaque, professionnelle dans les années 1980. Elle est également connue sous son nom marital Kateřina Böhmová-Skronská à la suite de son mariage avec le basketteur tchécoslovaque Zdeněk Böhm.
Elle compte un succès en double dames sur le circuit WTA, remporté en 1985 en Pennsylvanie (aux côtés de sa compatriote Marcela Skuherská).
Sa fille Kateřina Böhmová-Klapková, née le 18 novembre 1986, pratiqua également le tennis dans les années 2000 et a connu pour meilleur classement WTA une 107e place en juin 2006.

## Palmarès

### Titre en simple dames
Aucun

### Finale en simple dames
Aucune

### Titres en double dames
| No | Date       | Nom et lieu du tournoi            | Catégorie   | Dotation | Surface         | Partenaire        | Finalistes                    | Score    |          |
| -- | ---------- | --------------------------------- | ----------- | -------- | --------------- | ----------------- | ----------------------------- | -------- | -------- |
| 1  | 19-07-1982 | Sparkassen Austrian Cup Kitzbühel | Series 1    | 50 000 $ | Terre (ext.)    | Yvona Brzáková    | Jill Patterson Courtney Lord  | 6-1, 7-5 | Parcours |
| 2  | 09-01-1984 | Ginny of Pennsylvania Hershey     | VS Tour C1+ | 50 000 $ | Moquette (int.) | Marcela Skuherská | Ann Henricksson Nancy Yeargin | 6-1, 6-3 | Parcours |

### Finales en double dames
| No | Date       | Nom et lieu du tournoi                        | Catégorie | Dotation | Surface         | Vainqueures                           | Partenaire        | Score         |          |
| -- | ---------- | --------------------------------------------- | --------- | -------- | --------------- | ------------------------------------- | ----------------- | ------------- | -------- |
| 1  | 26-01-1981 | Avon Futures of Roanoke Roanoke               | Futures   | 30 000 $ | Moquette (int.) | Marcella Mesker Christiane Jolissaint | Marcela Skuherská | 6-1, 3-6, 6-1 | Parcours |
| 2  | 15-07-1985 | Elektra Cup Bregenz                           |           | 50 000 $ | Terre (ext.)    | Mima Jaušovec Virginia Ruzici         | Andrea Holíková   | 6-2, 6-3      | Parcours |
| 3  | 19-08-1985 | Virginia Slims of Central New York Monticello |           | 75 000 $ | Dur (ext.)      | Mercedes Paz Gabriela Sabatini        | Andrea Holíková   | 5-7, 6-4, 6-3 | Parcours |

## Parcours en Grand Chelem

### En simple dames
| Année | Open d'Australie (janvier) | Open d'Australie (janvier) | Internationaux de France | Internationaux de France | Wimbledon       | Wimbledon      | US Open         | US Open         | Open d'Australie (décembre) | Open d'Australie (décembre) |
| ----- | -------------------------- | -------------------------- | ------------------------ | ------------------------ | --------------- | -------------- | --------------- | --------------- | --------------------------- | --------------------------- |
| 1981  | n/a                        | n/a                        | 1er tour (1/64)          | Mary Lou Piatek          | -               | -              | 1er tour (1/64) | Marcella Mesker | 1er tour (1/32)             | Barbara Potter              |
| 1983  | n/a                        | n/a                        | 2e tour (1/32)           | M. Navrátilová           | 1er tour (1/64) | Kathy Rinaldi  | 1er tour (1/64) | Etsuko Inoue    | -                           | -                           |
| 1984  | n/a                        | n/a                        | 1er tour (1/64)          | Marcella Mesker          | 1er tour (1/64) | Tina Mochizuki | 2e tour (1/32)  | Sylvia Hanika   | -                           | -                           |
| 1985  | n/a                        | n/a                        | 2e tour (1/32)           | Kathy Rinaldi            | 1er tour (1/64) | Terry Phelps   | 2e tour (1/32)  | Michelle Casati | 2e tour (1/16)              | Zina Garrison               |
| 1986  | n/a                        | n/a                        | 1er tour (1/64)          | Manuela Maleeva          | 1er tour (1/64) | Alycia Moulton | -               | -               | n/a                         | n/a                         |
| 1987  | -                          | -                          | 1er tour (1/64)          | Virginia Ruzici          | 1er tour (1/64) | Patty Fendick  | -               | -               | n/a                         | n/a                         |

À droite du résultat, l’ultime adversaire.

### En double dames
| Année | Open d'Australie (janvier) | Open d'Australie (janvier) | Internationaux de France      | Internationaux de France   | Wimbledon                    | Wimbledon               | US Open                      | US Open                     | Open d'Australie (décembre) | Open d'Australie (décembre) |
| ----- | -------------------------- | -------------------------- | ----------------------------- | -------------------------- | ---------------------------- | ----------------------- | ---------------------------- | --------------------------- | --------------------------- | --------------------------- |
| 1981  | n/a                        | n/a                        | 1er tour (1/32) Iva Budařová  | Glynis Coles Naoko Sato    | -                            | -                       | 2e tour (1/16) Y. Brzáková   | H. Mandlíková P. Teeguarden | 1er tour (1/16) M. Mesker   | Andrea Jaeger H. Mandlíková |
| 1982  | n/a                        | n/a                        | -                             | -                          | -                            | -                       | 1er tour (1/32) Lena Sandin  | B. Potter Sharon Walsh      | -                           | -                           |
| 1983  | n/a                        | n/a                        | 2e tour (1/16) Barbara Rossi  | Jo Durie Anne Hobbs        | -                            | -                       | 1er tour (1/32) Y. Brzáková  | T. Holladay Kathy O'Brien   | -                           | -                           |
| 1984  | n/a                        | n/a                        | 1er tour (1/32) Petra Delhees | Susan Rimes S. Solomon     | -                            | -                       | 1er tour (1/32) C. Vanier    | Gretchen Rush Robin White   | -                           | -                           |
| 1985  | n/a                        | n/a                        | 1/4 de finale A. Holíková     | Elise Burgin A. Temesvári  | -                            | -                       | 1er tour (1/32) A. Holíková  | Patty Fendick Hetherington  | 1er tour (1/16) A. Holíková | K. Maleeva M. Maleeva       |
| 1986  | n/a                        | n/a                        | 2e tour (1/16) A. Holíková    | Kohde-Kilsch Helena Suková | 2e tour (1/16) A. Holíková   | Kathy Jordan A. Moulton | -                            | -                           | n/a                         | n/a                         |
| 1987  | -                          | -                          | 2e tour (1/16) M. Jaggard     | Sophie Amiach N. Herreman  | 1er tour (1/32) I. Kuczyńska | Kathy Jordan Anne Smith | 2e tour (1/16) Nicole Provis | H. Mandlíková W. Turnbull   | n/a                         | n/a                         |

Sous le résultat, la partenaire ; à droite, l’ultime équipe adverse.

### En double mixte
N'a jamais participé à un tableau final.

## Classements WTA

### Classements en simple en fin de saison
| Année | 1986 | 1987 | 1988 |
| Rang  | 241  | 200  | 444  |

Source : (en) « Classements de Kateřina Skronská », sur le site officiel du WTA Tour

### Classements en double en fin de saison
| Année | 1986 | 1987 |
| Rang  | 157  | 228  |

Source : (en) « Classements de Kateřina Skronská », sur le site officiel du WTA Tour